# Payung (Syiah Utama)
Payung is een bestuurslaag in het regentschap Bener Meriah van de provincie Atjeh, Indonesië. Payung telt 48 inwoners (volkstelling 2010).